# .357 Magnum

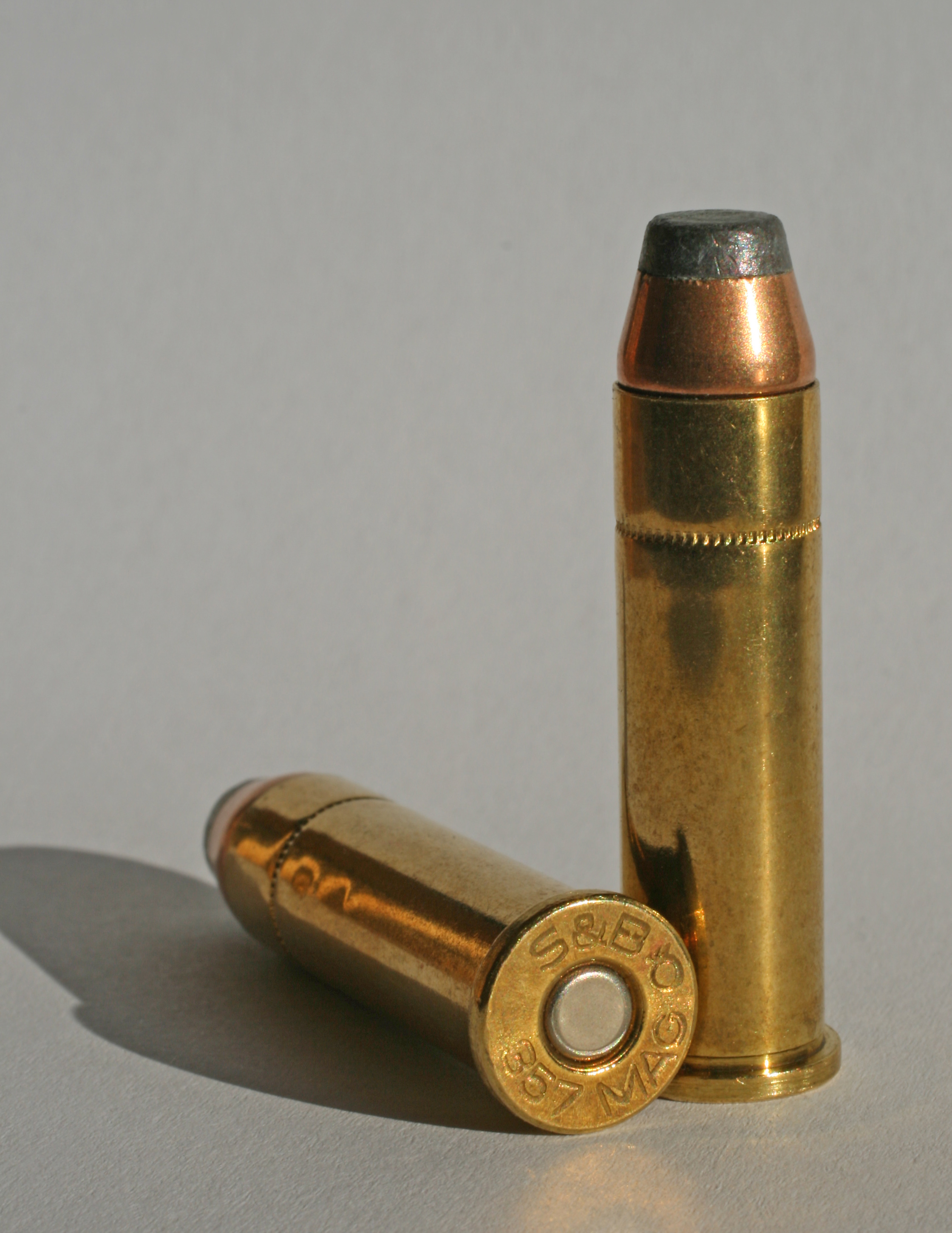
.357 Magnumammunition

.357 Magnum (9 × 33 mm R) är en revolverpatron, där .357 anger kulans diameter i engelska tum (0.357") vilket motsvarar 9.07 mm. Den skapades av Elmer Keith, Phillip Sharpe och vapentillverkaren Smith & Wesson i början på 1930-talet, på grund av att dåtidens gangsterligor hade börjat bepansra sina bilar. Då behövde den amerikanska polisen och underrättelsetjänsten en kraftfullare patron, som kunde penetrera pansaren. Patronen som var baserad på deras tidigare revolverpatron .38 Special introducerades 1934 och har sedan dess blivit vanligt förekommande.
Kulorna som hittades vid mordplatsen i mordet på Olof Palme var från patroner av kalibern .357 Magnum, från tillverkaren Winchester-Western.